# Liste des épisodes de Puella Magi Madoka Magica
Cet article est un complément de l’article sur l'anime Puella Magi Madoka Magica. Il contient la liste des épisodes de la série télévisée d'animation.

## Liste des épisodes
| No | Titre français                                | Titre japonais                 | Titre japonais                                                                | Date de 1re diffusion |
| No | Titre français                                | Kanji                          | Rōmaji                                                                        | Date de 1re diffusion |
| --- | --------------------------------------------- | ------------------------------ | ----------------------------------------------------------------------------- | --------------------- |
| 1 | Comme si on s’était rencontrées dans un rêve… | 夢の中で会った、ような…        | Yume no Naka de Atta, Yō na... (Comme si je l'avais vue dans mon rêve...)     | 7 janvier 2011        |
| Madoka Kaname, une fillette normale, se réveille en sursaut après avoir fait un rêve dans lequel une fille se battait contre une créature gigantesque qui ravageait la ville. Le lendemain, elle rencontre l'inconnue de son rêve : Homura Akemi, une nouvelle élève de sa classe. Alors que Madoka fait du shopping avec son amie Sayaka Miki, elle entend une voix qui l'appelle à l'aide. Elle suit la voix jusqu'à un entrepot abandonné et découvre Homura attaquant une petite créature du nom de Kyubey. La fillette arrive à sauver le petit animal mais en fuyant Homura, elle et Sayaka se font aspirer dans une barrière magique. Ne comprenant rien à ce qui leur arrive, les filles sont sur le point de se faire tuer par des créatures, quand elles sont sauvées par Mami Tomoe qui se présente à elles comme étant une « Puella Magi » (mahô shôjo), une chasseuse de sorcières. |                                               |                                |                                                                               |                       |
| 2 | C’est une chose merveilleuse                  | それはとっても嬉しいなって     | Sore wa Tottemo Ureshii Natte (J'en serais vraiment heureuse !)               | 14 janvier 2011       |
| Mami explique à Madoka et Sayaka qu'elles ont été choisies pour devenir à leur tour des Puella Magis. Kyubey leur donnera leurs soul gems, pierres qui leur donneront des pouvoirs, et exaucera un vœu pour chacune si elles vouent leurs vies à combattre des sorcières. Mami décide d'emmener ses protégées voir à quoi ressemble un vrai combat contre une sorcière, Gertrude, avant qu'elles ne prennent leur décision. |                                               |                                |                                                                               |                       |
| 3 | Plus rien ne m'effraie, maintenant            | もう何も怖くない               | Mō Nani mo Kowakunai (Plus rien ne me fait peur !)                            | 21 janvier 2011       |
| Sayaka rend visite à son ami Kyôsuke, un violoniste paralysé du bras et qui donc ne peut plus jouer. Elle pense utiliser son vœu pour le soigner. Alors qu'elle et Madoka lui rendent visite à l'hôpital, elles trouvent une grief seed, un œuf de sorcière, sur un mur. Madoka court chercher Mami alors que Sayaka est aspirée dans la barrière du monstre. Mami explique à Madoka qu'elle a toujours peur de se battre, et qu'elle ne veut plus être seule. Madoka lui promet de faire son pacte avec Kyubey le plus tôt possible et de former un duo avec elle. Mami, en larmes, la remercie. Quand la sorcière, Charlotte, apparaît, Mami la matte très facilement. Seulement, dans sa dernière attaque, la sorcière se change en monstre géant qui fonce sur Mami et la tue sur le coup. Choquées, Sayaka et Madoka sont sauvées in extremis par Homura mais Sayaka ne veut toujours pas lui faire confiance. |                                               |                                |                                                                               |                       |
| 4 | Les miracles, la magie, ça existe             | 奇跡も、魔法も、あるんだよ     | Kiseki mo, Mahō mo, Arun da yo (Les miracles et la magie existent)            | 28 janvier 2011       |
| Après avoir assisté à la mort de Mami, Madoka pense ne pas pouvoir tenir sa promesse de devenir une Puella Magi. Homura lui dit qu'elle n'a pas à se sentir coupable. Madoka trouve son amie Hitomi qui, victime d'une sorcière, essaye de se suicider avec plusieurs autres personnes. Madoka arrive à sauver les innocents en les empêchant d'allumer un incendie mais se fait capturer par la sorcière, Elly, qui la torture en lui montrant les souvenirs de Mami. Sayaka, devenue une Puella Magi, la sauve. Kyôsuke se réveille alors et découvre que son bras est guéri. Pendant ce temps, une Puella Magi rousse arrive en ville. |                                               |                                |                                                                               |                       |
| 5 | Comment pourrais-je regretter ?               | 後悔なんて、あるわけない       | Kōkai nante, Aru Wakenai (Je n'ai aucun regret)                               | 4 février 2011        |
| Sayaka prend très à cœur sa nouvelle mission. Mais alors qu'elle affronte le familier d'une sorcière, une nouvelle Puella Magi l'attaque. |                                               |                                |                                                                               |                       |
| 6 | C’est vraiment trop bizarre                   | こんなの絶対おかしいよ         | Konna no Zettai Okashii yo (C'est inacceptable)                               | 11 février 2011       |
| Sayaka affronte Kyoko. Le duel est interrompu par Homura. Plus tard, Homura demande à Kyoko de l'aider à combattre Walpurgis Night, une sorcière qui va bientôt semer le chaos en ville. Sayaka essaye de revoir Kyosuke, pour qui elle a fait son vœu. Kyoko la voit et la provoque à nouveau. Madoka vient interrompre le duel et vole la soul gem de Sayaka, avant de la jeter par-dessus la rambarde. Sayaka tombe raide morte. Kyubey avoue aux filles que les souls gems sont en réalité les âmes des Puella Magi, et qu'elle ne doivent pas être trop loin de leurs corps. Homura réussit à récupérer la soul gem et Sayaka revient à elle. |                                               |                                |                                                                               |                       |
| 7 | Peux-tu faire face à tes propres sentiments ? | 本当の気持ちと向き合えますか？ | Hontō no Kimochi to Mukiaemasu ka? (Peux-tu faire face à ce que tu ressens ?) | 18 février 2011       |
| Kyubey explique à Sayaka que les souls gems servent à supprimer la douleur que les Puella Magis ressentent en combattant. Le lendemain, Kyoko emmène Sayaka dans l'église de son père, qui s'est suicidé après avoir tué sa femme et sa fille cadette (laissant Kyoko seule survivante). Elle lui explique qu'en tant que Puella Magi, elles ne peuvent compter que sur elles-mêmes. Plus tard, Hitomi avoue à Sayaka qu'elle est amoureuse de Kyosuke et qu'elle lui avouera ses sentiments dans deux jours. Bonne joueuse, Hitomi laisse à Sayaka deux jours pour aller confier ses propres sentiments à Kyosuke. Sayaka se surprend à avoir souhaité n'avoir jamais sauvé Hitomi de Elly. Pour se changer les idées, Sayaka emmène Madoka avec elle dans sa prochaine chasse aux sorcières, contre la sorcière de l'ombre Elsa Maria. Sayaka réussit à faire comme Kyubey le disait : supprimer la douleur. Ne souffrant plus des attaques, Sayaka tue Elsa Maria et s'acharne sur le cadavre. |                                               |                                |                                                                               |                       |
| 8 | Je suis vraiment une idiote                   | あたしって、ほんとバカ         | Atashitte, Honto Baka (Je ne suis qu'une idiote)                              | 25 février 2011       |
| Sayaka dit à Madoka qu'elle en a marre que, elle qui a tellement de potentiel, refuse de devenir une Puella Magi. Elle disparaît quelques jours, laissant le temps à Hitomi de finalement avouer ses sentiments à Kyosuke. Tout le monde la cherche. Homura finit par la trouver, et essaye de purifier sa soul gem, qui devient noire à vue d'œil. Sayaka refuse l'aide d'Homura. Celle-ci essaye de la tuer, « pour éviter que Madoka n'ait à souffrir de sa déchéance ». Kyoko la sauve, et lui dit de s'enfuir. Pendant ce temps, Kyubey essaye de conclure son pacte avec Madoka, mais avant que la gamine ne reçoive sa soul gem, la petite créature reçoit plusieurs balles et tombe raide morte. Homura, autrice des coups de feu, fond en sanglots et demande à Madoka de penser à ceux qui veulent la protéger. Madoka ignore ses avertissements, et part à la recherche de Sayaka. Kyubey ressuscite et dit à Homura que le tuer ne servira à rien. Elle répond qu'elle ne le laissera pas mener à bien son projet. Pendant ce temps, Sayaka, dans le métro, entend deux hommes tenir des propos misogynes, ce qui la scandalise. Elle intervient et les tue (ce n'est pas montré mais suggéré). Lorsque Kyoko la retrouve sur le quai, sa soul gem est devenue complètement noire. Sayaka verse une dernière larme, en disant doucement « au fond, je ne suis qu'une idiote ». C'est alors que sa soul gem se transforme en grief seed (littéralement, « graine de chagrin »). |                                               |                                |                                                                               |                       |
| 9 | Je ne le permettrai pas                       | そんなの、あたしが許さない     | Sonna no, Atashi ga Yurusanai (Je ne le permettrais pas)                      | 4 mars 2011           |
| Sayaka est devenue Oktavia, une sorcière. Madoka, bouleversée, demande des explications à Kyubey, qui lui dit qu'il fait ceci pour « récupérer de l'énergie et sauver l'univers avant qu'il ne se consume ». Kyoko entraîne Madoka avec elle dans la barrière de la sorcière qu'est devenue Sayaka pour essayer de la faire redevenir humaine, sans succès. Kyoko, mortellement blessée, demande à Homura de mettre Madoka en lieu sûr et de continuer à la protéger. Kyoko lance alors une dernière attaque, abrégeant les souffrances de Sayaka et les siennes. |                                               |                                |                                                                               |                       |
| 10 | Je ne compterai plus sur personne             | もう誰にも頼らない             | Mō Dare ni mo Tayoranai (Je ne compterai plus sur personne)                   | 11 mars 2011          |
| Homura explique au spectateur son histoire. Elle vient du futur, un futur dans lequel Madoka est une Puella Magi et où elle est morte contre Walpurgis Night. Le vœu d'Homura à Kyubey était de revenir dans le passé pour sauver Madoka. Elle accomplit une première fois le cycle, avant de découvrir que si Madoka ne mourait pas, elle se changeait en une sorcière : Kermelid Gretchen. Homura répéta donc le cycle, cette fois, en essayant de prévenir les autres. Mais personne ne la croit jusqu’à ce que Sayaka devienne Oktavia. Après la mort de la sorcière, Mami perd la raison et tue Kyoko, avant d'essayer de tuer Homura. Madoka tue Mami avant qu'elle ne puisse le faire. Après qu'elles ont vaincu Walpurgis Night, Madoka et Homura voient leurs soul gems se consumer. Madoka utilise sa dernière grief seed pour purifier celle d'Homura et lui demande de retourner dans le passé pour l’empêcher de faire son pacte, puis lui demande de l'achever d'une balle avant qu'elle ne devienne une sorcière. Homura répéta ainsi maintes et maintes fois le cycle, dans l'espoir de sauver Madoka, passant une multitude de continuum différents, y-compris celui du rêve de Madoka dans le premier épisode, avant d'arriver au cycle présent. |                                               |                                |                                                                               |                       |
| 11 | Le dernier repère                             | 最後に残った道しるべ           | Saigo ni Nokotta Michishirube (Le seul chemin que je peux suivre)             | 21 avril 2011         |
| Kyubey révèle à Homura que plus elle remonte le temps, plus Madoka est puissante, donc plus l'est la sorcière qu'elle engendre. Homura se promet de ne pas avoir à remonter le temps cette fois. Elle affronte Walpurgis Night mais perd le combat. Elle n'a plus d'énergie pour remonter le temps. Homura perd espoir. Sa soul gem deviens noire mais Madoka arrive avec Kyubey, et sourit à Homura, lui disant qu'elle ne doit pas désespérer. Homura comprend que Madoka va conclure son pacte. |                                               |                                |                                                                               |                       |
| 12 | Ma meilleure amie                             | わたしの、最高の友達           | Watashi no, Saikō no Tomodachi (Ma meilleure amie)                            | 21 avril 2011         |
| Le vœu de Madoka est clair : « je souhaite détruire toutes les sorcières avant qu'elles ne naissent ». Le potentiel magique infini collecté par Madoka à travers tous les univers créés accidentellement par Homura rend ce vœu possible et Madoka devient une déesse. En contrepartie, elle est effacée de la réalité et passera l'éternité à sauver les Puella Magis qui sont sur le point de devenir des sorcières, peu importe le lieu ou l'époque. Homura est donc la seule à se souvenir de Madoka et des sorcières dans ce nouveau monde mais elle sait que son sacrifice ne fut pas vain. Elle continuera donc à faire comme toutes les Puella Magis : protéger les gens de créatures démoniaques qui sont la nouvelle incarnation des malédictions. |                                               |                                |                                                                               |                       |